# 1925年の宝塚歌劇公演一覧
本項目では、1925年の宝塚歌劇公演一覧（1925ねんのたからづかかげきこうえんいちらん）について示す。

## 一覧
（）内は、作者または演出者名。

### 宝塚公演

#### 月・花・雪組
- 1月1日 - 1月31日　宝塚大劇場
  - 『蓬莱』（坪内士行）
  - 『巡禮唄』（阪東のしほ、堀正旗）　　
  - 『ユーヂツト』（岸田辰彌）　　
  - 『觀心寺物語』（久松一聲）　　
  - 『双兒の悦び』（大關柊郞）

#### 花組
- 2月1日 - 2月28日　宝塚中劇場
  - 『マルフアの昇天』（白井鐡造）
  - 『貴妃醉酒』（堀正旗）
  - 『阿含熖』（久松一聲）
  - 『春から秋へ』（楳茂都陸平）　　
  - 『現代敎育』（中村博）　　
  - 『鐘曳』（久松一聲）

#### 雪組
- 3月1日 - 3月31日　宝塚大劇場
  - 『筆合戰』（楳茂都陸平）
  - 『ジヤガタラ文』（小野晴通）　　
  - 『鍍金揃ひ』（森英流）　　
  - 『秀次最期の日』（久松一聲）
  - 『永遠の靑春』（岸田辰彌）

#### 月組
- 4月1日 - 4月30日　宝塚中劇場
  - 『妖怪倶樂部』（若松緑之助）　
  - 『エレクトラ』（坪内士行）　　
  - 『采女禮讃』（小野晴通）　　
  - 『姉と妹』（岸田辰彌）　　
  - 『ねゝ姫様』（久松一聲）

#### 雪組
- 5月1日 - 5月31日　宝塚大劇場
  - 『田原藤太』（伊達豊）　
  - 『五人道成寺』（堀正旗）　　
  - 『ユージツト』（岸田辰彌）　　
  - 『空也鉦流罪』（久松一聲）
  - 『樂しき人々』（岸田辰彌）

#### 花組
- 6月1日 - 6月30日　宝塚大劇場
  - 『ジャックと豆の木』（白井鐡造）
  - 『出陣』（堀正旗）
  - 『陰雨』（坪内士行）
  - 『かいまみ少將』（久松一聲）
  - 『シネマスター』（岸田辰彌）

#### 月組
- 7月1日 - 7月31日　宝塚大劇場
  - 『島の女軍』（白井鐡造）　　
  - 『看板供養』（竹原光三）　　
  - 『毒の花園』（岸田辰彌）
  - 『鏡の宮』（久松一聲）　　
  - 『野心家』（大關格郞）

#### 雪組
- 8月1日 - 8月31日　宝塚大劇場
  - 『ボーイスカウト』（三島章道、大關格郎）　　
  - 『裸業平』（久松一聲）　　
  - 『カルメン』（岸田辰彌）　　
  - 『小さき謀叛』（楳茂都陸平）　　
  - 『ラヂオ祟る』（淺草斯季）

#### 花組
- 9月1日 - 9月30日　宝塚大劇場
  - 『養老の瀧』（伊達豐）
  - 『俊寛の娘』（小野晴通）　　
  - 『サンドミンゴの哀話』（岸田辰彌）　　
  - 『白張の局』（久松一聲）　　　
  - 『結婚媒介業』（大關格郞）

#### 月組
- 10月1日 - 10月31日　宝塚大劇場
  - 『猫の舞踏會』（白井鐡造）　　
  - 『車供養』（久松一聲）　
  - 『かぐや姫』（坪内士行）
  - 『笑ひの似顔繪』（竹原光三）　
  - 『齒が痛い』（岸田辰彌）

#### 雪組
- 11月1日 - 11月30日　宝塚大劇場
  - 『望みの女王』（白井鐡造）　　
  - 『小田卷草紙』（堀正旗）　　
  - 『トラビアタ』（岸田辰彌）　　
  - 『桃源の朝比奈』（久松一聲）　　
  - 『神婚式』（淺草斯季）

#### 花組
- 12月1日 - 12月28日　宝塚大劇場
  - 『司馬温公』（阪東のしほ）　　
  - 『二つの扉』（加賀二郎）　　
  - 『妙音天女』（小野晴通）
  - 『二人袴』（楳茂都陸平）
  - 『守錢奴』（坪内士行）

### 東京公演

#### 花組
- 4月1日 - 4月22日　市村座
  - 『那須の馬市』（久松一聲）
  - 『川霧』（坪内士行）
  - 『眼』（岸田辰彌）
  - 『竈姫』（久松一聲）
  - 『エミリーの嘆き』（白井鐡造）

#### 月組
- 5月3日 - 5月24日　市村座
  - 『正ちやんの冒險』（星朝風）
  - 『采女禮讃』（小野晴通）
  - 『ねゝ姫』（久松一聲）
  - 『毒の花園』（岸田辰彌）
  - 『酒茶問答』（久松一聲）

#### 雪組
- 6月4日 - 6月25日　市村座
  - 『田原藤太』（伊達豊）
  - 『屋守の少將』（久松一聲）
  - 『ユーディット』（岸田辰彌）
  - 『五人道成寺』（堀正旗）
  - 『ほんもの』（岸田辰彌）

#### 花組
- 10月7日 - 10月27日　市村座
  - 『ジャックと豆の木』（白井鐡造）
  - 『羅生門』（久松一聲）
  - 『貴妃醉酒』（堀正旗）
  - 『俊寛の娘』（小野晴通）
  - 『鐘曳』（久松一聲）
  - 『學生通辯』（大関柊郎）

#### 月組
- 11月6日 - 11月25日　市村座
  - 『花束』（白井鐡造）
  - 『笑ひの似顔繪』（竹原光三）
  - 『姉と妹』（岸田辰彌）
  - 『かぐや姫』（坪内士行）
  - 『歯が痛い』（岸田辰彌）

### 宝塚・東京以外の公演
- 2月13日・14日　大阪・中央公会堂
  - 宝塚音楽学校演奏会

- 花組　4月25日・26日　名古屋・御園座

- 月組　5月29日　京都・岡崎公会堂

- 月組　6月6日・7日　大阪・中央公会堂